# Państwowe Muzeum Rosyjskie

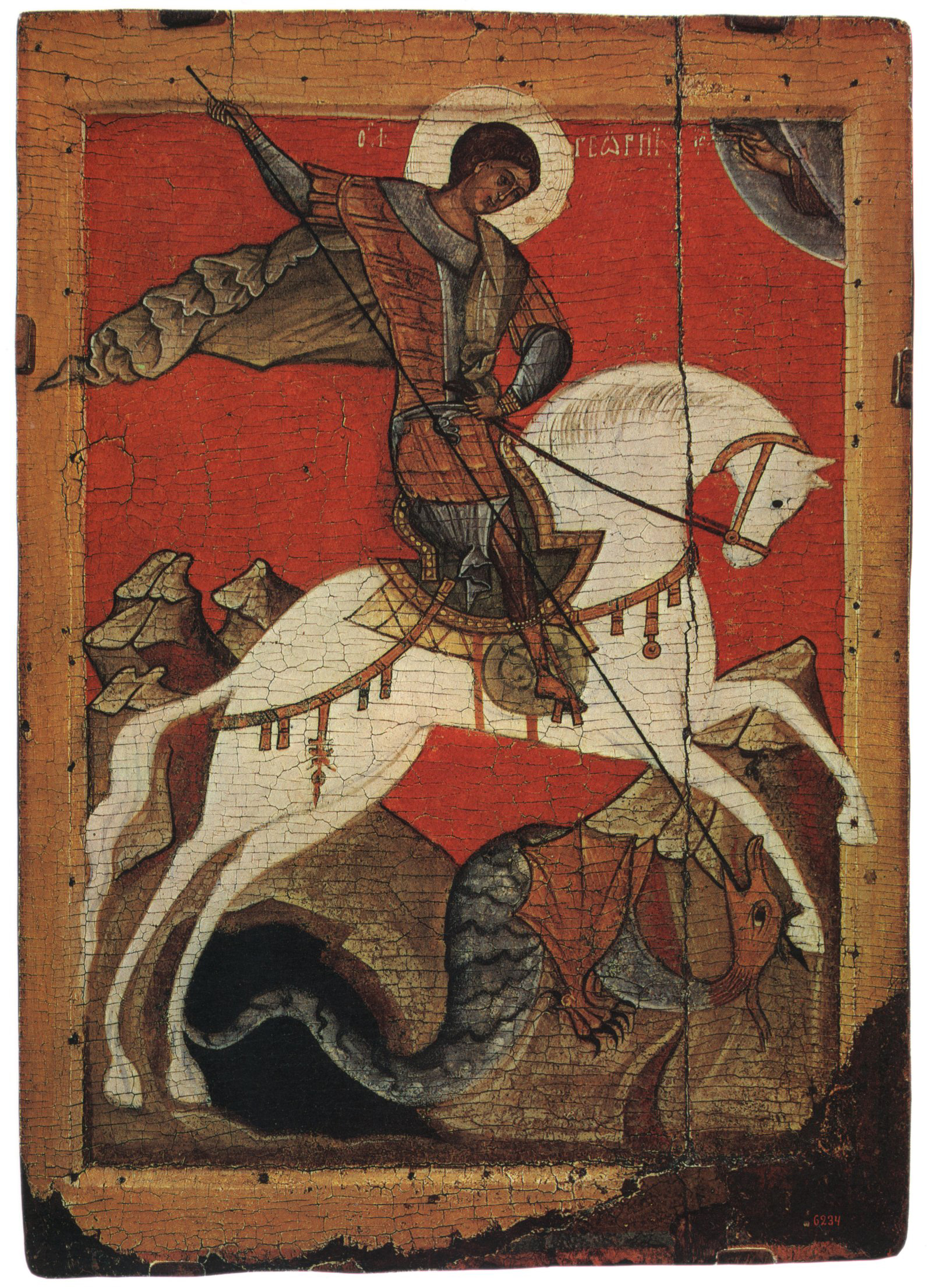
XV-wieczna ikona przedstawiająca Św. Jerzego zabijającego smoka, pochodzi z Nowogrodu – obecnie w zbiorach Muzeum Rosyjskiego

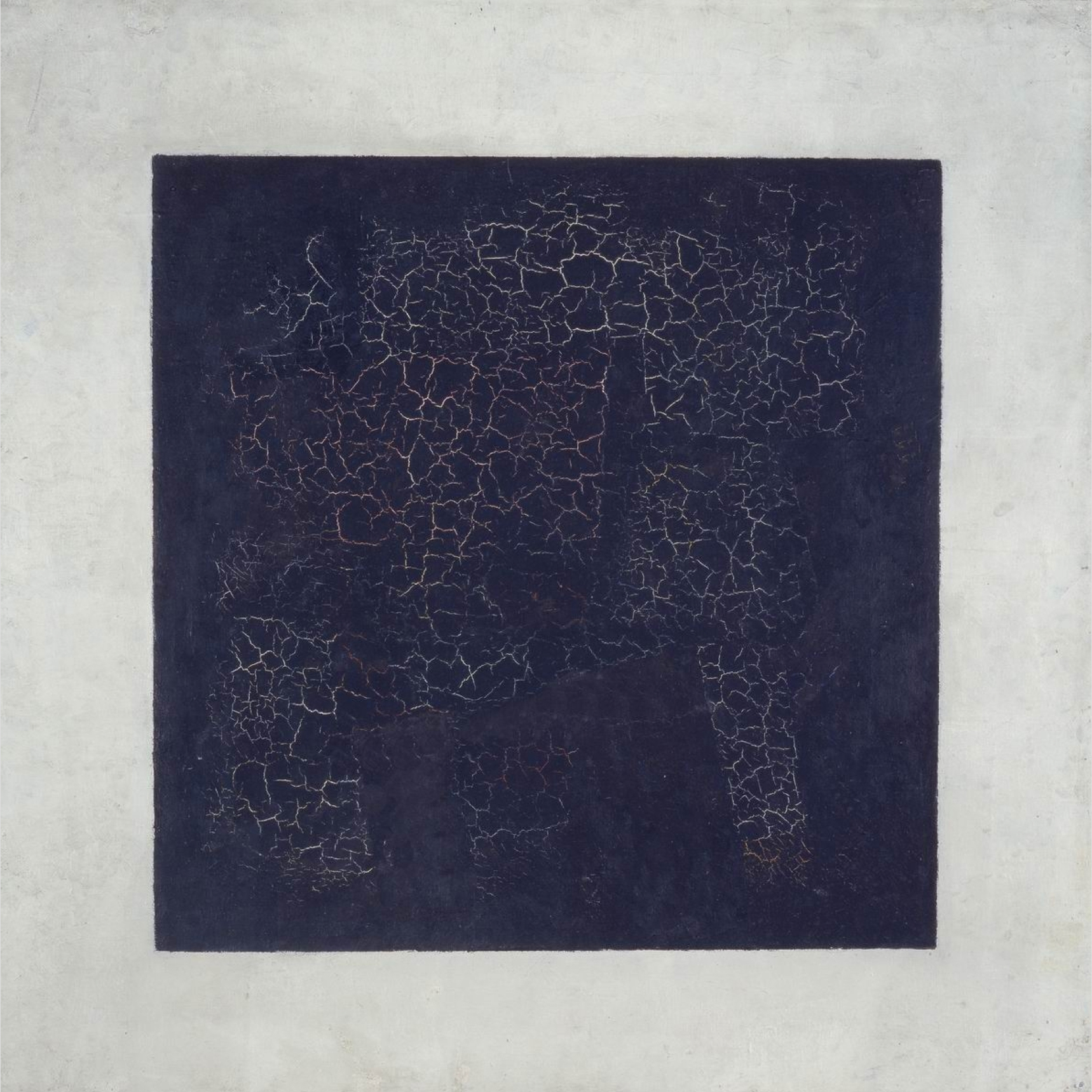
Kazimierz Malewicz, Czarny kwadrat na białym tle, 1915

Państwowe Muzeum Rosyjskie (ros. Государственный Русский музей, często skrótowo Русский музей) – muzeum zawierające największy w Petersburgu zbiór sztuki rosyjskiej i jedno z dwóch największych w Rosji (obok moskiewskiej Galerii Tretiakowskiej).

## Budynki
Główny budynek muzeum znajduje się  przy ul. Inżeniernoj 4 – jest to Pałac Michajłowski z 1825, dzieło Carla Rossiego, neoklasycystyczna siedziba wielkiego księcia Michała – brata carów Aleksandra I i Mikołaja I. Niektóre z sal muzealnych Pałacu zachowały wystrój w stylu włoskim.
Pozostałe obiekty muzeum to:
- Pałac Stroganowa przy Newskim Prospekcie, dzieło Bartolomea Rastrellego, 1754
- Zamek Michajłowski przy ul. Inżeniernoj, architekt Vincenzo Brenna, 1801
- Pałac Marmurowy Antonia Rinaldiego, 1785
- Pałac Letni Piotra I Domenica Trezziniego, 1714
- Domek Piotra I, 1703.

## Historia
Muzeum zostało założone 13 kwietnia 1895, za panowania Mikołaja II dla uczczenia jego ojca Aleksandra III. Otwarto je w 1898. W latach 1914–1918 z budynkiem muzeum połączono budynek Leontija Benois.
Oryginalna, pierwsza część kolekcji sztuki rosyjskiej, która znajduje się w Muzeum Rosyjskim pochodzi m.in. z Ermitażu i z Pałacu Aleksandra. Po rewolucji październikowej (1917) wiele prywatnych kolekcji dzieł sztuki zostało znacjonalizowanych i przeniesionych do Muzeum Rosyjskiego (w tym pierwsza wersja obrazu Czarny kwadrat autorstwa Kazimierza Malewicza).
Data założenia międzynarodowego stowarzyszenia „Przyjaciół Muzeum Rosyjskiego” to 19 marca 1997 r. Obecnie Towarzystwo liczy 400 osób, 85 firm i organizacji. Towarzystwo „Przyjaciół Muzeum Rosyjskiego” zrzesza tych, którzy udzielają muzeum pomocy finansowej, technicznej i organizacyjnej. Na czele Rady Nadzorczej stoi V.P. Jewtuszenkow.

## Niektórzy malarze prezentowani w kolekcji muzeum

### XVIII–XIX wiek
- Karl Briułłow
- Fiodor Bruni
- Iwan Ajwazowski
- Henryk Siemiradzki
- Orest Kiprienski
- Fiodor Rokotow
- Paweł Fiedotow
- Wasilij Pierow
- Iwan Szyszkin
- Wiktor Wasniecow
- Wasilij Surikow
- Walentin Sierow
- Michaił Wrubiel
- Aleksandr Andriejewicz Iwanow

### Sztuka współczesna (XX wiek)
- Kazimierz Malewicz
- Mikołaj Roerich
- Aleksander Dejneka
- Wiera Muchina
- Siergiej Konienkow